# Рутковский, Лукаш
Лукаш Рутковский (пол. Łukasz Rutkowski; род. 22 января 1988 года, в Закопане) — известный польский прыгун с трамплина, участник Олимпийских игр в Ванкувере.
В Кубке мира Рутковский дебютировал в 2008 году, в марте 2009 года первый и пока единственный раз попал в тройку лучших на этапе Кубка мира в командных соревнованиях. Кроме подиума на сегодняшний момент имеет 4 попадания в десятку на этапах Кубка мира, все в командных соревнованиях, в личных соревнованиях не поднимался выше 13-го места. Лучшим результатом Рутковского в итоговом общем зачёте Кубка мира является 41-е место в сезоне 2009-2010.
На Олимпиаде-2010 в Ванкувере стал 6-м в командных соревнованиях.
За свою карьеру участвовал в одном чемпионатах мира, на чемпионате-2009 в Либереце стал 4-м в команде, в личных соревнованиях занял 36-е место на нормальном трамплине и 39-е место на большом.